# Nuova macroeconomia classica
La nuova macroeconomia classica emerge come scuola di macroeconomia durante gli anni settanta.  Opposta all'economia keynesiana, costruì la propria analisi interamente su modelli di economia neoclassica. Specificatamente la nuova macroeconomia classica (NMC) sottolinea l'importanza delle azioni dei singoli individui quali agenti razionali, che basano le proprie scelte su modelli microeconometrici. La Nuova economia keynesiana si sviluppa in risposta alle assunzioni della nuova macroeconomia classica.
Alcune assunzioni sono comuni alla gran parte dei modelli della NMC. Innanzitutto si assume che tutti gli agenti sono razionali (tentano quindi di massimizzare la propria utilità) e possiedono delle aspettative razionali. Inoltre si assume che la macroeconomia ha un unico equilibrio di piena occupazione, che è stato raggiunto attraverso un aggiustamento dei prezzi e dei salari.
La nuova macroeconomia classica è stata anche pioniera nell'uso di modelli con l'agente rappresentativo. 
Il più famoso modello neoclassico è quello della Real Business Cycles, sviluppato da Robert Lucas, Finn Kydland, e Edward C. Prescott, costruito sull'idea di John Muth.

## La teoria
La nuova macroeconomia classica basa le proprie fondamenta sulla teoria del ciclo economico reale. Tale teoria sostiene che la politica economica non debba interferire con il funzionamento del mercato che raggiunge il proprio equilibrio ed efficienza attraverso "shocks di produttività". Un'unità di misura degli shocks di produttività può essere il residuo di Solow.